# Guno Kwasie
Guno Kwasie (13 november 1985) is een Surinaams voetballer die speelt als verdediger.

## Carrière
Kwasie begon zijn carrière in 2011 bij SV Robinhood, in zijn eerste seizoen werd hij meteen landskampioen. Hij speelde drie seizoenen voor de club voordat hij de overstap maakte naar SV Walking Boyz. Van 2014 tot 2019 speelde hij voor hen gedurende vijf seizoenen. Hij maakte in 2019 de overstap naar Inter Wanica.
Hij speelde tussen 2012 en 2017 voor Suriname 24 interlands waarin hij eenmaal scoorde.

## Erelijst
- Surinaams landskampioen: 2011/12